# كلمة عالمية
الكلمة العالمية أو قد تسمى دخيل عالمي هو كل لفظ شاع استعماله في كثير من اللغات المختلفة واحتفظ بمعظم لفظه ومعناه.

## وجه التسمية
لفظ إنترنسيونالسم لاتيني مشتق من إنترنسيونال أي «ما بين الأمم» بإلحاق اللاحقة اِسم به، ويترجم في العربية بلفظ الدُوَلِيّ وهو نسبة إلى جمع كلمة دولة وهي اسم من دال الشيء أي دار وتحول؛ وقد يقال الدَولي ففتح الدال وتسكين الواو نسبة إلى الدولة وهي مصدر. أما الترجمة بلفظ المُتَداوَل فترجمة اقتراضية، على اعتبارين أولهما المعنى الأصلي للتداول في العربية وهو التناقل والشيوع والشهرة (الدَول والدَالَة)، وأما ثانيهما فهو ترجمة لفظ إنترنسيونال بجزئيه: إنتر أي بَينَ ويدل على المشاركة وترجم في العربية بوزن المشاركة تفاعل، ونسيونال نسبة إلى نسيون بمعنى الدولة.

## أمثلة
- القرآن
- دنيا: بالبشتوية، دنیا بالفارسية والأردوية والبنجابية، दुनिया بالهندية والمراتية، dünya بالتركية والأذرية والقرمية، dunia بالسواحلية والملايوية والإندنيسية، dùnyâ بالكانورية وdunnal بالبجتاوية وdunil بالأرشية.[2]

## هوامش